# Tírvia
Tírvia és una vila i municipi de la comarca del Pallars Sobirà.
Està situat al nord-est de la comarca, enlairat damunt del punt on es troben la Vall Ferrera, la Vall de Cardós i la Coma de Burg, o de Farrera. Aquest punt és el de tres vies, que dona nom a la vila i al terme.
Aquest municipi és el més petit en extensió de la comarca del Pallars Sobirà, i és dels pocs que al llarg dels dos darrers segles no ha sofert cap agregació, ni se l'ha agregat a un altre terme municipal. Té un nucli important de població, la vila de Tírvia, i dues caseries amb molt poca població: la Bana i Terveu, que mai no van tenir ajuntament propi.
Antigament, Tírvia havia tingut també la caseria o poble de Forques, a prop de l'ermita de la Mare de Déu del Roser, al nord del terme municipal. L'església parroquial està dedicada a Sant Feliu i, a més, hi ha les restes de la capella de Sant Joan Baptista, la nova capella de la mateixa advocació, la de la Mare de Déu de la Pietat, al cementiri, i l'esmentada de la Mare de Déu del Roser.

## Etimologia
Joan Coromines explica l'origen de Tírvia a partir del llatí Trivia, plural de Trivium (cruïlla de tres camins). Per tant, es refereix indubtablement a la situació geogràfic de tres camins importants, els que duien a la Coma de Burg, a la Vall Ferrera i a la Vall de Cardós. Diverses formes del nom són documentades des d'antic: vallem Terbiensem (abans del 824), Terbiensis i Tirbiensis pagus (835) i Tirviensis (Acta de consagració de la catedral d'Urgell 839), entre els primers. Es tracta, doncs, d'un topònim llatí o romànic primerenc.

## Geografia
- Llista de topònims de Tírvia (Orografia: muntanyes, serres, collades, indrets..; hidrografia: rius, fonts...; edificis: cases, masies, esglésies, etc).

El terme de Tírvia s'estén als dos costats de la Noguera de Cardós, a prop i al nord de Llavorsí. A la dreta del riu, nord-oest, s'estenen sis petites valls, així com els costers que s'enlairen des de la llera del riu cap a la carena que uneix els cims de Vallalta, Pic de l'Orri, Roc dels Malls i el Roc de Sant Miquel. En aquesta costers hi ha els pobles de Terveu i de la Bana.
A l'esquerra de la Noguera de Cardós, on es troba la vila de Tírvia, es troben les valls del riu de la Glorieta i del Barranc dels Rucs. La vila es troba a la carena que departeix les dues petites valls.
El topònim deriva de tri via, 'tres camins', ja que està situat a la confluència de les tres valls suara anomenades i dels tres camins que les remunten.
Termes municipals limítrofs:
| Llavorsí | Vall de Cardós | Alins   |
|          |                | Farrera |
|          | Llavorsí       | Farrera |

### Perímetre del terme municipal
Comença aquesta descripció a l'extrem nord-est del terme, al lloc on es troben els municipis de Farrera, Tírvia i Alins. És l'extrem nord-occidental del Serrat d'Erta, al nord-oest del cim del Farro, a 1.550 metres d'altitud.

#### Límit ambFarrera
Des del punt anterior, el termenal va cap al sud-oest cal costat meridional de la Borda de Perutxo, que queda en terme de Tírvia, per un torrent que discorre en aquella direcció. Així arriba al Riu de Glorieta just a llevant dels Pins del Barram, que travessa. Continua cap a ponent en línia recta, passant ran del costat meridional primer de la Borda del Quimo i després de la Borda de Pedascoll, totes dues de Tírvia, fins a arribar de nou al Riu de Glorieta, que travessa i torna a travessar al cap de poc. Abandona aquest riu per tallar cap a la Noguera de Cardós al nord de la Borda de Janot i la Borda Burgueto, totes dues pertanyents a Farrera. Quan arriba a la Noguera de Cardós, el termenal el travessa dues vegades seguides, tallant-lo pel mig en un recolze molt pronunciat que fa el riu, per anar a parar al sud de la Borda de Salui. Aleshores, a llevant dels Prats de Salui puja cap a una serreta que hi ha a migdia, deixant a llevant el Bosc d'Ausó i, cap al sud, davalla per anar a trobar el Barranc de Riberies. En el moment que hi arriba s'acaba el termenal amb Tírvia i comença el límit amb LLavorsí.

#### Límit ambLlavorsí
Des del punt anterior, el termenal continua cap a l'oest, seguint aigües avall uns 500 metres el Barranc de Riberies, fins que aquest s'aboca en la Noguera de Cardós. Des d'aquell lloc, la línia de terme s'enfila cap al nord-oest, travessant la carretera L-504, i per un coster que forma una petita carena s'enfila fins al cim del Vallalta, de 1.422,2 metres d'altitud. Aleshores canvia de direcció i, ara cap al nord, decantant-se progressivament cap al nord-est, passa per la Collada de les Falgueres, de 1.357,7, després pel Turó Alt, de 1.416,2, i de seguida arriba al Pic de l'Orri, de 1.436,3. Canvia de direcció, cap al nord-oest, fins a la Collada de la Bana, de 1.368, on torna a girar, ara cap al nord-est, per tal d'enfilar-se al Roc dels Malls, de 1.615,4, on es troben els termes de Tírvia, Llavorsí i Ribera de Cardós (ara, Vall de Cardós).

#### Límit ambRibera de Cardós(ara,Vall de Cardós)
Del Roc dels Malls, el límit dels dos municipis segueix de primer la direcció est-nord-est, seguint la carena que separa el Barranc de la Llosissa, al sud, del Barranc d'Aurati, al nord. La carena, que no és ben bé recta, va davallant cap al nord-est, fins al mateix aiguabarreig del barranc d'Aurati amb la Noguera de Cardós. Tot seguit, travessa aquest darrer riu, segueix la direcció sud-est, i s'enfila al Roc de Sant Miquel, de 1.307 metres d'altitud. Des d'aquest cim, el termenal gira cap al nord-est i segueix la carena principal, fins a arribar al punt, a 1.313,2 metres d'altitud, on es troba el triterme entre Tírvia, Ribera de Cardós (Vall de Cardós) i Alins.

#### Límit ambAlins
Del punt anterior, el termenal continua cap a l'est, fins que arriba a un barranc, des d'on segueix cap al sud-est per aquest barranc. Al final, quan el barranc s'aboca en la Noguera de Vallferrera en un lloc on aquest riu fa un perfecte angle recte, el termenal entra per aquest angle i, cap al sud-est, va a buscar un coster que forma una petita carena, deixant a llevant el Serrat de Marçaneda i el Bosc de Virós, i es va enfilant cap a la Serra d'Erta, un bon tros seguint un tallafocs que hi ha obert en aquell lloc. Sense acabar d'arribar al Farro, es troba el punt de trobada dels termes de Tírvia, Farrera i Alins, on ha començat aquesta descripció.

## Entitats de població
| Entitat de població | Habitants (2023) |
| Tírvia              | 121              |
| la Bana             | 12               |
| Terveu              | 6                |
| Font: Idescat       |                  |

=== El poble de Tírvia ===
El poble de Tírvia, totalment refet a partir del 1940, a penes conserva res del seu caràcter primigeni. És un poble allargassat de llevant a ponent, damunt d'un petit pla que pel costat meridional dona directament a un desnivell important sobre la vall. Té al seu extrem de ponent l'església parroquial de Sant Feliu, i a llevant les capelles de Sant Joan i de la Mare de Déu de la Pietat de Tírvia.
Les cases del poble
| - Casa Agustí de Nadalet - Casa Agneta - Casa Asabel - Casa Baldomar - Casa Baldometa - Casa Barbes - Casa Barram - Casa Basteró - Casa Burguesa - Casa Burgueto - Casa Can Pistraus - Casa Capellana - Casa Capità - Casa Caragol - Casa Carlí - Casa Carrasco - Casa Carrera - Casa Castilla - Casa Cisco - Casa Coix - Casa Coloma - Casa Coralet - Casa Corneta - Casa Cota - Casa Cristino | - Casa Crosta - Casa Cuet - Casa Enric - Casa Escales - Casa Esteve - Casa Feliua - Casa Feliu de la Capella - Casa Feliuet - Casa Ferrer - Casa Ferreret - Casa Forcada - Casa Forcadeta - Casa Fortaner - Casa Gabriel - Casa Gallego - Casa Garrut - Casa Gaspar - Casa Gendret - Casa Giralt - Casa del Gorra - Casa Gravat - Casa Guardabosc - Casa Guillem - Casa Heures - Casa Ioies | - Casa Joan - Casa Joan de la Polla - Casa Joan de Roc - Casa Jordi - Casa Laura de Tena - Casa Lluís de Tena - Casa Llolles - Casa Major - Casa Malena - Casa Manuel de Marc - Casa Martina - Casa la Maruja - Casa Marxant - Casa Maties - Casa Meco - Casa Miqueló - Casa Moixons - Casa Molera - Casa Moliner - Casa Monjo - Casa Nadalet - Casa Paelleta - Casa la Pages - Casa Palleta - Casa Pastisser | - Casa Pelafó - Casa Pep del Moliner - Casa Perotes - Casa Perotet - Casa Perutxo - Casa Petita - Casa Pintor - Casa Piulo - Casa Polla - Casa Polzada - Casa Porrer - Casa Putxó - Casa Quel - Casa Quimo - Casa Ramon - Casa Ramonet - La Rectoria - Casa Rita - Casa Rito - Casa Rodés - Casa Sabater - Casa Sabatot - Casa Sant - Casa Savall | - Casa Serraller - Casa Sílvia - Casa Sinyor - Casa Soldat - Casa Sorri - Casa Tarrado - Casa la Teia - Casa Teig - Casa Tena - Casa Tesser - Casa Tex - Casa Toio - Casa Tomàs - Casa Ton del Metge - Casa Ton de Nadalet - Casa Topet - Casa Valentí - Casa Vicenç - Casa Xan - Casa Xequet - Casa Xet - Casa Xicoia - Casa Xicotàs - Casa Xurrupico |

## Història

### Edat mitjana
La població de Tírvia és de les més documentades al llarg de la història, a causa de la importància que va tenir sempre. Documentada com a alou del comte de Pallars a finals del segle x, fou atorgada, també com a alou, al monestir de Gerri. Aviat figura com a propietat dels Bellera, i el 1225 ja consta Guillem de Bellera com a senyor de Tírvia, qui construí el castell i atorgà carta de franquesa per tal de repoblar el terme. Al segle xiii, però la Coma de Burg fou adquirida Roger Bernat III de Foix, comte de Foix i vescomte de Castellbò, qui la incorporà als seus dominis.
Al segle xv el Vescomtat de Castellbò fou dividit en cinc quarters, i Tírvia fou el cap d'un d'aquests quarters. El de Tírvia comprenia la vila de Mallolís, tota la Ribalera (Romadriu, Castellarnau, Serret i Colomers), Sant Joan de l'Erm Vell, el batlliu de Burg i la Vall Ferrera. A finals d'aquest segle, com tots els dominis dels Foix, el quarter de Tírvia passà a mans del Regne de Navarra.

### Edat moderna
A principis de l'edat moderna, el 1512, Ferran II d'Aragó conquerí el Regne de Navarra i restituí aquests territoris a la corona, de primer a través del senyoriu de Germana de Foix, segona muller del rei, i més tard directament sota jurisdicció reial.
En el fogatge del 1553, Tirvia declara 3 focs eclesiàstics, 1 de militar i 28 de laics, uns 160 habitants.
Per la seva situació estratègica, Tírvia sofrí les vicissituds de totes les conteses bèl·liques de l'edat moderna: Guerra dels Segadors, Guerra de Successió…

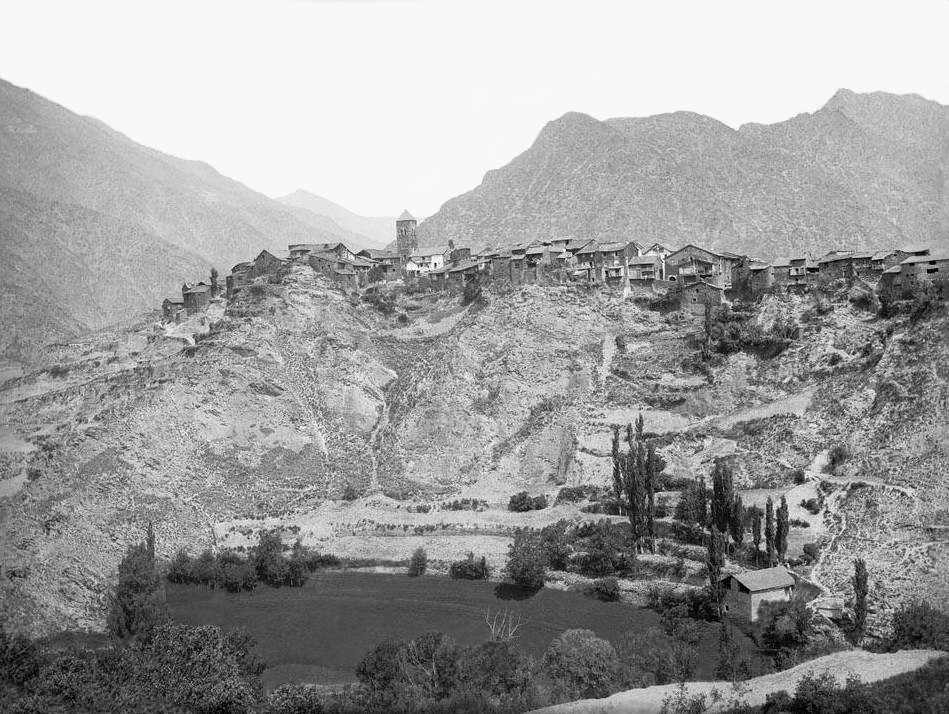
Tirvia, des del camí de Montesclado, en una fotografia de 1894

### Edat contemporània
En el Diccionario geográfico de Pascual Madoz s'hi pot llegir que Tírvia és en un pla, sobre un turonet envoltat d'altres de més elevats. Rep els vents del nord, del sud i de l'oest, i el clima hi és fred, propens a reumatismes aguts i inflamacions. En aquell moment la vila tenia 46 cases, inclosa la Casa de la vila i la presó, una font, a més d'altres en el terme, dues ermites (la de Sant Joan dins de la vila i la de la Mare de Déu del Roser a mig quart d'hora de distància. També hi havia duana de segona classe habilitada per a l'exportació cap a l'estranger. L'església parroquial de San Feliz estava servida per un rector i un beneficiat.
Descriu el terme com a pedregós, cobert de mont amb matolls. S'hi produïa blat, ordi, sègol, patates, llegums, hortalisses, herba i pastures. S'hi criaven vaques i cabres, i la cacera era de perdius, llebres i aus de pas; s'hi pescaven truites. Formaven la població 42 veïns (caps de casa) i 182 ànimes (habitants).
En canvi, en el cens del 1857 Tírvia apareix amb 78 habitants i 12 cèdules personals inscrites.
A la Guerra Civil, el gener del 1939, Tírvia sofrí de forma molt greu les conseqüències de ser línia de front en la cruenta batalla del Front del Pallars, i la vila va quedar molt destruïda, fins que fou del tot reconstruïda a partir del 1940 dins del programa de la Dirección General de Regiones Devastadas. Els criteris adotzenats i mancats de cap mena de rigor dels arquitectes d'aquesta Dirección General van crear una població freda i sense caràcter, gens semblant a les altres poblacions pallareses, que els seus habitants amb el pas del temps van anar acostant a poc a poc cap a una població més adequada per al seu marc geogràfic i històric.

#### L'ajuntament
| Període     | Alcalde o alcaldessa       | Partit polític  | Data de possessió | Observacions |
| ----------- | -------------------------- | --------------- | ----------------- | ------------ |
| 1979–1983   | Josep Choy i Puig          | Independent     | 19/04/1979        | --           |
| 1983–1987   | Felipe Ticó i Ticó         | Logotip de CiU  | 23/05/1983        | --           |
| 1987–1991   | Antoni Roca i Català       | Logotip de CiU  | 30/06/1987        | --           |

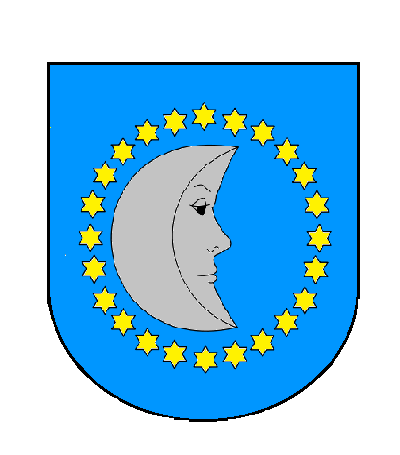
Escut municipal antic de Tírvia

| 1991–1995   | Victòria Garrabé i Gallart | independent     | 15/06/1991        | --           |
| 1995–1999   | Jaume Montané i Ros        | Logotip de CiU  | 17/06/1995        | --           |
| 1999–2003   | Joan Farrera i Granja      | Logotip del PSC | 03/07/1999        | --           |
| 2003–2007   | Joan Farrera i Granja      | Logotip del PSC | 14/06/2003        | --           |
| 2007–2011   | Joan Farrera i Granja      | Logotip del PSC | 16/06/2007        | --           |
| 2011–2015   | Joan Farrera i Granja      | Logotip del PSC | 11/06/2011        | --           |
| 2015–2019   | Joan Farrera i Granja      | AGIN            | 13/06/2015        | --           |
| 2019-2023   | Joan Farrera i Granja      | Viu Tírvia - AM | 15/06/2019        | --           |
| Des de 2023 | Joan Farrera i Granja      | Viu Tírvia - AM | 17/06/2023        | --           |

##### Els regidors
Des de la instauració de les eleccions municipals democràtiques, el 1979, han estat regidors de Tírvia les persones següents: Roser Bardina Bringueret, Jordi Artur Bergadà Abelló, Albert Bringué Campi, Josep Bringué Carboné, Josep Maria Campi Melon, Manuel Esplandiu Gallart, Joan Farrera Granja, Josep Farrera Granja, Victorià Garrabé Gallart, Evarist Hidalgo Lladós, Joan Lladós Cortina, Jacint Lladós Sevilla, Antoni Mallol Lladós, Jaume Montané Ros, Jaume Montané Sarroca, Ramona Moreno Flores, Daniel Núñez Sánchez, Joan Ricart Orteu, Antoni Roca Català, Antoni Roca Ros, Carme Romero Esplandiu, Joan Roset Montanera, Rosa Saforas Soler, Carme Sarroca Cases, Frederic Sarroca Saboya, Maria Josepa Sebastià Canal, Roma Soca Ticó, Joan Solans Filella, Josep Ticó Casimiro i Felip Ticó Ticó.

##### Eleccions Municipals de 2015 del municipi de Tírvia
| Candidatura | Candidatura | Cap de llista            | Vots | Regidors | % vots |
| ----------- | ----------- | ------------------------ | ---- | -------- | ------ |
|             | AGIN        | Joan Farrera i Granja    | 56   | 4        | 52,34  |
|             | CiU         | Felip Ticó i Carrera     | 46   | 1        | 42,99  |
|             | PPC         | Benito Mendoza Manzaneda | 12   | 0        | 11,21  |
|             | PSC-CP      | Daniel Martinez Muñoz    | 2    | 0        | 1,87   |
| Total       | Total       | 109                      | 109  | 5        |        |

##### Corporació Municipal actual (2015-2019)
- Joan Farrera i Granja (AGIN), Alcalde
- Antoni Mallol i Lladós (AGIN), 1r tinent d'alcalde
- Evarist Hidalgo i Lladós (AGIN), Tresorer
- Montserrat Arnau i Liarte (AGIN), Regidora
- Felip Ticó Carrera (CiU), Regidor

### Demografia
| 1497 f | 1515 f | 1553 f | 1717 | 1787 | 1857 | 1877 | 1887 | 1900 | 1910 |
| ------ | ------ | ------ | ---- | ---- | ---- | ---- | ---- | ---- | ---- |
| -      | 29     | 32     | 250  | 301  | 465  | 448  | 414  | 405  | 308  |

| 1920 | 1930 | 1940 | 1950 | 1960 | 1970 | 1981 | 1990 | 1992 | 1994 |
| ---- | ---- | ---- | ---- | ---- | ---- | ---- | ---- | ---- | ---- |
| 348  | 285  | 162  | 213  | 219  | 133  | 91   | 102  | 106  | 106  |

| 1996 | 1998 | 2000 | 2002 | 2004 | 2006 | 2008 | 2010 | 2012 | 2014 |
| ---- | ---- | ---- | ---- | ---- | ---- | ---- | ---- | ---- | ---- |
| 116  | 122  | 122  | 120  | 131  | 120  | 135  | 159  | 156  | 156  |

| 2016 | 2018 | 2020 | 2022 | 2024 | 2026 | 2028 | 2030 | 2032 | 2034 |
| ---- | ---- | ---- | ---- | ---- | ---- | ---- | ---- | ---- | ---- |
| 143  | 134  | 134  | 132  | 144  | -    | -    | -    | -    | -    |

## Festivitats i Fires
- 17 de gener Sant Antoni Abat. Festa d'hivern.
- Tercer cap de setmana de maig Tírvia Històrica. Festival de novel·la històrica.
- 1 d'agost Sant Feliu / Sant Fèlix. Festa Major de la vila.
- Darrer diumenge d'octubre Fira de Tardor de Tírvia (fira centenària d'origen ramader, actualment de productes artesans i de proximitat).